# Саричев (вулкан)
Вулкан Саричев (рус. вулкан Сарычева) је стратовулкан који доминира острвом Матуа у Курилским острвима. Један је од најактивнијих вулкана у Курилском архипелагу. Вулкан је млад, врло симетричне и правилне купе. Име је добио по руском истраживачу и хидрографу Гаврилу Саричеву.
Последња ерупција се догодила 2009. Вулкан је 12. јуна започео избацивати густе облаке дима и прашине до висине од преко 16 km. 
Ерупцију је забележила и Експедиција 20 на Међународној свемирској станици која је 12. јуна пролетела тачно изнад места ерупције непосредно након експлозије. На фотографији коју су направили астронаути уочљив је кружни фронт облака око вулкана што је последица ударног таласа ерупције, мада постоји још неколико објашњења. На врху печурке је уочљиво кондензовање водене паре из ваздуха као резултат наглог пењања вулканског дима и последичног хлађења околног ваздуха. Облак вулканског дима и прашине је различите боје на различитим висинама, што указује на различит састав у првим тренуцима избацивања материјала и касније. На падини вулкана се запажа пирокластични ток.
Претходна ерупција се догодила 1989, док је најснажнија забележена ерупција била 1946.